# 後藤信康
後藤 信康（ごとう のぶやす）は、戦国時代から江戸時代初期にかけての武将。陸奥・出羽の戦国大名である伊達氏の家臣。

## 経歴
弘治2年（1556年）、長井郡洲島城主・湯目重弘の二男として生まれる。
跡取りのいなかった後藤信家の養嗣子となって後藤氏の家督を相続し、天正10年（1582年）には伊達輝宗に従って相馬義胤との合戦に出陣し、武功を挙げている。
天正13年（1585年）5月、前年に家督を相続した政宗が、突如蘆名氏との同盟を破棄して会津に侵攻する（関柴合戦）。この時、政宗より耶麻郡桧原城主に任ぜられて以後4年間同地の守備に就き、桧原在番の間には、政宗の正室愛姫より慰労の品として打掛を賜った。天正17年（1589年）、政宗が摺上原の戦いで蘆名氏を破って会津を攻略すると、耶麻郡北方城主となる。
天正19年（1591年）、政宗が前年の奥州仕置で耶麻郡を没収されたため、亘理郡坂元城主に異動となる。同年の葛西大崎一揆鎮圧戦では、佐沼城攻めにおいて活躍した。翌文禄元年（1592年）からの朝鮮出兵においては政宗に従って渡海した。慶長5年（1600年）の関ヶ原の戦いでは白石城攻略戦で活躍し、同年栗原郡宮沢城主となった。慶長7年（1602年）には桃生郡大森城主となって2,500石を知行した。
ところが、慶長10年（1605年）に政宗の勘気をこうむり、突如として改易される。改易の理由として、軍法違反を犯した（葛西大崎一揆の際の宮崎城攻めでの抜け駆け）ためであるという説があるが、これは10年以上も前のことである上に、この話自体に他の史料的な裏付けがないことから、『小牛田町史』ではこの説を否定している。信康の最期に関する説話が多く生み出された背景には、この一件の原因がはっきりしないところにあるとも考えられる。慶長16年（1611年）にようやく赦免されて復帰し、江刺郡三照に500石を与えられた。
慶長19年（1614年）8月8日、死去。享年59。嫡男・近元が家督を相続した。

## 人物・逸話
- 信康は常に黄色の母衣を着けて戦場に赴いたため、「黄後藤」と称されて恐れられたという。
- 信康に関柴合戦での不始末を非難されたことに腹を立てた原田宗時に決闘を申し込まれた際に「このような事で死ぬくらいなら、御家のためにその命を使おうではないか」と諭した。これに感じ入った宗時は改心して、これ以降両者は刎頚の交わりを結んだという説話がある。
- 桧原城主であった時、政宗に対してあまりに退屈なので城主の任を解いて戦場に赴かせてほしいと訴えたが、この嘆願を拒否されたため、悲観した信康は戦支度を整えたのち愛馬・五島の背に跨り、諸共崖下へ身を投げたという説話がある。
- 郷土史家・三原良吉によれば、馬上蠣崎神社（仙台市青葉区片平）には、藩祖政宗公に献じた愛馬・五島が大坂冬の陣に漏れた事に嘆き悲しみ居城の本丸より崖下に飛び降り死亡したという説話が、神社の由来とともに伝えられているという。